# It Could Happen to You: Chet Baker Sings
| Recensione | Giudizio |
| ---------- | -------- |
| AllMusic   |          |

It Could Happen to You: Chet Baker Sings è un album del trombettista jazz statunitense Chet Baker, pubblicato dalla casa discografica Riverside Records nel 1958.

## Tracce

### LP
Lato A
1. Do It the Hard Way – 2:57 (testo: Lorenz Hart – musica: Richard Rodgers)
2. I'm Old Fashioned – 5:00 (testo: Johnny Mercer – musica: Jerome Kern)
3. You're Driving Me Crazy – 2:52 (Walter Donaldson)
4. It Could Happen to You – 2:48 (testo: Johnny Burke – musica: Jimmy Van Heusen)
5. My Heart Stood Still – 3:24 (testo: Lorenz Hart – musica: Richard Rodgers)

Lato B
1. The More I See You – 3:01 (testo: Mack Gordon – musica: Harry Warren)
2. Everything Happens to Me – 5:01 (testo: Tom Adair – musica: Matt Dennis)
3. Dancing on the Ceiling – 3:05 (testo: Lorenz Hart – musica: Richard Rodgers)
4. How Long Has This Been Going On – 4:06 (testo: Ira Gershwin – musica: George Gershwin)
5. Old Devil Moon – 2:54 (testo: Yip Harburg – musica: Burton Lane)

### CD
Edizione CD del 2010, pubblicato dalla Original Jazz Classics (0888072323292)
1. Do It the Hard Way – 3:03 (testo: Lorenz Hart – musica: Richard Rodgers)
2. I'm Old Fashioned – 5:06 (testo: Johnny Mercer – musica: Jerome Kern)
3. You're Driving Me Crazy – 2:56 (Walter Donaldson)
4. It Could Happen to You – 2:53 (testo: Johnny Burke – musica: Jimmy Van Heusen)
5. My Heart Stood Still – 3:28 (testo: Lorenz Hart – musica: Richard Rodgers)
6. The More I See You – 3:06 (testo: Mack Gordon – musica: Harry Warren)
7. Everything Happens to Me – 5:05 (testo: Tom Adair – musica: Matt Dennis)
8. Dancing on the Ceiling – 3:09 (testo: Lorenz Hart – musica: Richard Rodgers)
9. How Long Has This Been Going On? – 4:10 (testo: Ira Gershwin – musica: George Gershwin)
10. Old Devil Moon – 2:58 (testo: Yip Harburg – musica: Burton Lane)
11. While My Lady Sleeps – 4:22 (testo: Gus Kahn – musica: Bronislau Kaper) – Traccia bonus - Take 10
12. You Make Me Feel So Young – 3:41 (testo: Mack Gordon – musica: Josef Myrow) – Traccia bonus - Take 5
13. The More I See You – 2:51 (testo: Mack Gordon – musica: Harry Warren) – Traccia bonus - Take 8
14. Everything Happens to Me – 4:51 (testo: Tom Adair – musica: Matt Dennis) – Traccia bonus - Take 2

## Musicisti
Do It the Hard Way / I'm Old Fashioned / My Heart Stood Still / Everything Happens to Me / Dancing on the Ceiling
- Chet Baker – voce, tromba
- Kenny Drew – pianoforte
- George Morrow – contrabbasso
- Philly Joe Jones – batteria

You're Driving Me Crazy / It Could Happen to You / How Long Has This Been Going On?
- Chet Baker – voce, tromba
- Kenny Drew – pianoforte
- Sam Jones – contrabbasso
- Dannie Richmond – batteria

The More I See You / Old Devil Moon
- Chet Baker – voce, tromba
- Kenny Drew – pianoforte
- Sam Jones – contrabbasso
- Philly Joe Jones – batteria

While My Lady Sleeps (take 10)
- Chet Baker – voce, tromba

You Make Me Feel So Young (take 5)
- Chet Baker – voce, tromba
- Kenny Drew – pianoforte
- Sam Jones – contrabbasso
- Philly Joe Jones – batteria[3]

Note aggiuntive
- Bill Grauer – produttore
- Registrazioni effettuate al Reeves Sound Studios di New York City, New York, agosto 1958
- Jack Higgins – ingegnere delle registrazioni
- Paul Weller – foto copertina album originale
- Paul Bacon – design copertina album originale[4]

## Classifica
Album
| Anno | Classifica  | Posizione raggiunta |
| ---- | ----------- | ------------------- |
| 2021 | Jazz Albums | 25                  |